# Prix CatalPa

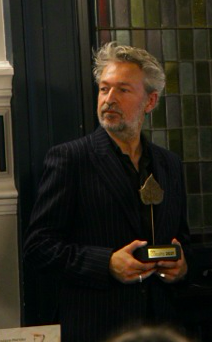
Éric Reinhardt, Président d’honneur en 2021, lors de la remise du Prix CatalPa 2021.

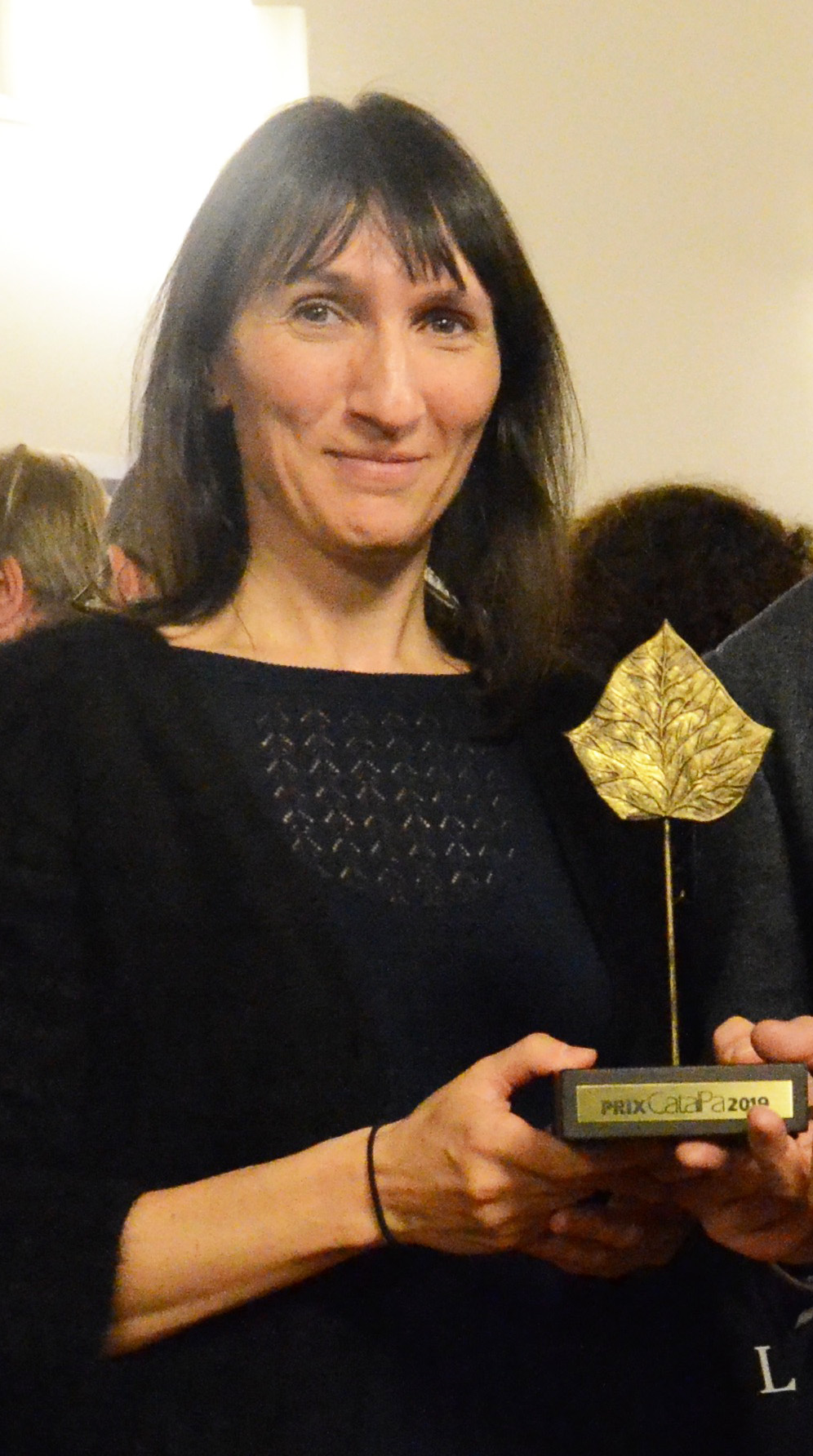
Catherine Meurisse, Présidente d’honneur en 2019, lors de la remise du Prix CatalPa 2019

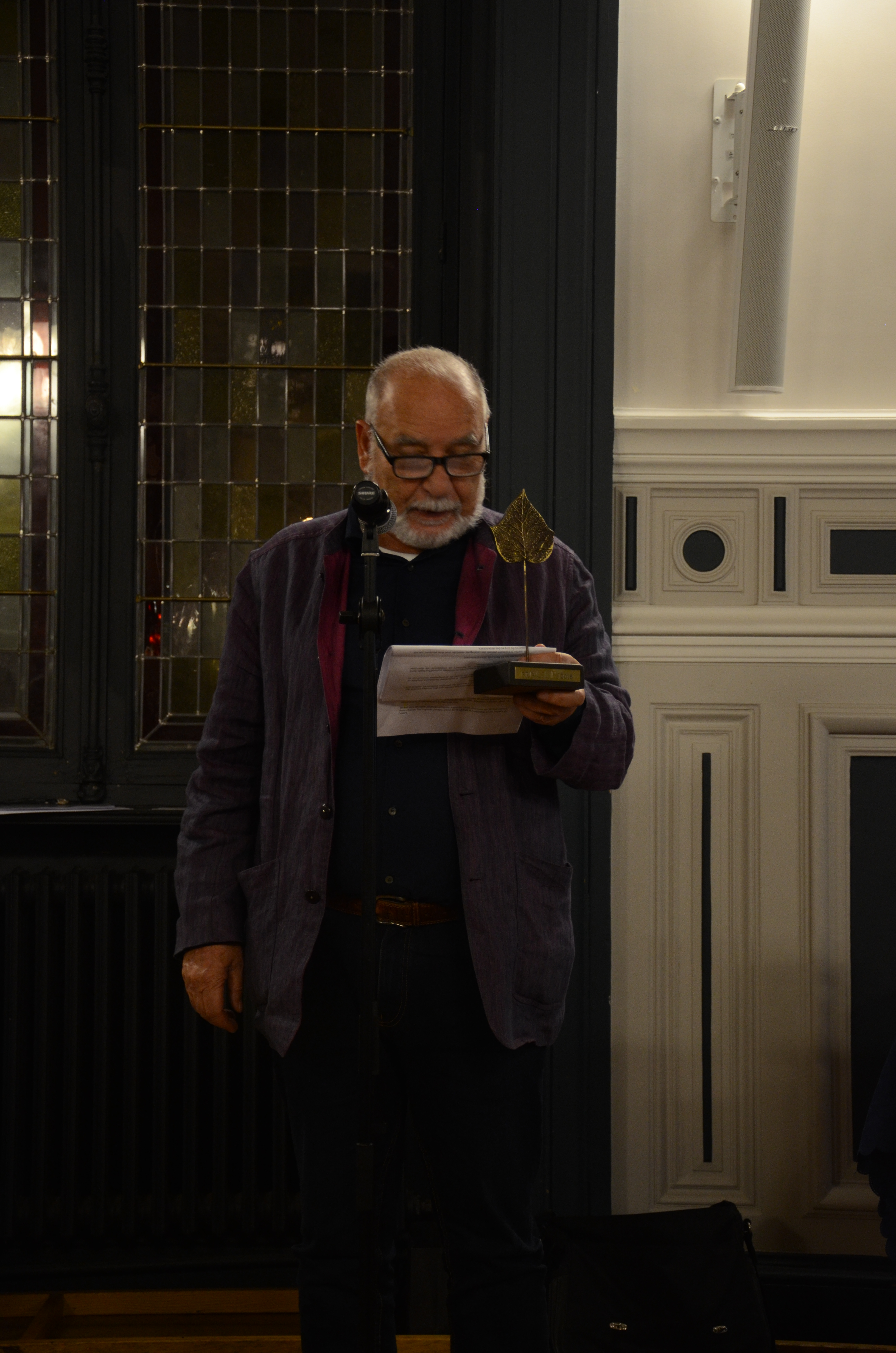
Tahar Ben Jelloun, Président d’honneur en 2018, lors de la remise du Prix CatalPa 2018

Le Prix CatalPa est un prix littéraire et artistique français distinguant chaque année un catalogue d'exposition parmi les titres publiés dans l’année par les musées et les institutions culturelles de Paris.
Il a été créé en 2012 par l'association Les Arpenteurs d'expositions, reconnue d'intérêt général. Il est, depuis cette date, le seul prix français récompensant cette catégorie d’ouvrages, dans toutes les disciplines existantes (arts, sciences, sciences sociales, histoire, etc).

## Présentation
Le Prix CatalPa est décerné chaque année à la mi-novembre. La sélection s’effectue par étapes, après réception des catalogues d’expositions de l’année, tous domaines confondus. 
L’association Les Arpenteurs d’expositions ne définit préalablement aucun critère. En revanche, elle nomme les membres du jury pour la complémentarité de leurs expériences et expertises, garantissant pour chacun d’eux une totale indépendance.
Le jury a toute liberté, selon la production éditoriale de l’année, de distinguer les différentes catégories éligibles à ce prix. Il révèle ses choix sans justification, hormis son intime conviction défendue et argumentée lors d’âpres délibérations.
Au cours d’une première étape, la liste de tous les catalogues se portant candidats au Prix CatalPa est arrêtée et adressée fin octobre aux musées, institutions culturelles et maisons d’éditions concernés.
Dans un deuxième temps, le jury ne retient que 10 titres.
Enfin, à l’issue de l’ultime séance de délibération, le Prix CatalPa pour les catalogues d’expositions de l’année est publiquement annoncé et remis au lauréat à l’occasion d’un événement public ouvert aux différents compétiteurs, réunissant des personnalités des mondes artistique, culturel et des médias.
Des mentions spéciales au Prix CatalPa sont également attribuées lors de cette même soirée.

## Historique des lauréats du Prix CatalPa
| Année | Catalogue primé                                                     | Éditeur                                                                                      |
| ----- | ------------------------------------------------------------------- | -------------------------------------------------------------------------------------------- |
| 2012  | Les Enfants du paradis                                              | Coédition Cinémathèque française, Fondation Jérome Seydoux, Xavier Barral                    |
| 2013  | Ron Mueck, La Spoliation des Juifs, une politique d'État, 1940-1944 | Fondation Cartier pour l'art contemporain, coédition Mémorial de la Shoah, Ville de Grenoble |
| 2014  | Niki de Saint Phalle                                                | Coédition RMN-GP, Niki de Saint Phalle / Niki Charitable Art Foundation                      |
| 2015  | Warhol Unlimited                                                    | Coédition Paris Musées, Musée d'art moderne de la ville de Paris                             |
| 2016  | Apollinaire. Le regard du poète                                     | Coédition Gallimard, Musée d'Orsay et de l'Orangerie                                         |
| 2017  | Balenciaga, l'œuvre au noir                                         | Coédition Paris Musées, Palais Galliera                                                      |
| 2018  | Tadao Ando, le défi                                                 | Coédition Flammarion, Centre Pompidou, Bourse de commerce Collection Pinault                 |
| 2019  | Léonard de Vinci                                                    | Coédition Hazan, Musée du Louvre éditions                                                    |
| 2020  | Christian Louboutin. Exhibition(niste)                              | Éditions Rizzoli.                                                                            |
| 2021  | Ouverture. La Collection Pinault à la Bourse de Commerce            | Coédition Dilecta / Bourse de Commerce - Pinault Collection                                  |

## Liste des Mentions spéciales du Prix CatalPa
| Année | Premier catalogue primé                                              | Éditeur                                         | Deuxième catalogue primé                               | Éditeur                                                                     |
| ----- | -------------------------------------------------------------------- | ----------------------------------------------- | ------------------------------------------------------ | --------------------------------------------------------------------------- |
| 2012  | Artemisia 1593-1654. Pouvoir, gloire et passions d'une femme peintre | Coédition Gallimard, Musée Maillol              | Wim Delvoye au Louvre                                  | Coédition musée du Louvre, Fonds Mercator                                   |
| 2013  | Angkor, naissance d'un mythe. Louis Delaporte et le Cambodge         | Coédition Gallimard, Musée Guimet               |                                                        |                                                                             |
| 2014  | Gustave Doré                                                         | Coédition Flammarion, Musée d'Orsay             |                                                        |                                                                             |
| 2015  | Splendeurs et Misères. Images de la prostitution 1850-1910           | Coédition Flammarion, Musée d'Orsay             | Beauté Congo                                           | Fondation Cartier pour l'art contemporain                                   |
| 2016  | Icônes de l'art moderne. La collection Chtchoukine                   | Coédition Gallimard, Fondation Louis Vuitton    | Beat Generation. New York - San Francisco - Paris      | Éditions du Centre Pompidou                                                 |
| 2017  | Shoah et bande dessinée                                              | Coédition Mémorial de la Shoah, Éditions Denoël | Malick Sidibé. Mali Twist                              | Coédition Fondation Cartier pour l'art contemporain, Éditions Xavier Barral |
| 2018  | À l'Est, la guerre sans fin. 1918-1923                               | Coédition Gallimard, Musée de l'Armée           | César. La rétrospective                                | Éditions du Centre Pompidou                                                 |
| 2019  | Le monde nouveau de Charlotte Perriand                               | Coédition Gallimard, Fondation Louis Vuitton    | Nous les Arbres                                        | Fondation Cartier pour l'art contemporain                                   |
| 2020  | Josef Koudelka. Ruines                                               | Coédition BnF / Éditions Xavier Barral          | Victor Brauner. Je suis le rêve. Je suis l’inspiration | Coédition Paris Musées / Musée d’art moderne de Paris                       |
| 2021  | Victor Hugo, Dessins                                                 | Coédition Paris Musées, Maison de Victor Hugo   | Elles font l'abstraction                               | Éditions du Centre Pompidou                                                 |

## Présidents d'honneur
Depuis 2016 le Prix CatalPa est décerné par un président d'honneur.
| Année | Président(e)       |
| ----- | ------------------ |
| 2016  | Dany Laferrière    |
| 2017  | Irène Frain        |
| 2018  | Tahar Ben Jelloun  |
| 2019  | Catherine Meurisse |
| 2021  | Éric Reinhardt     |